# Tom Bischof
Tom Bischof (Aschaffenburg, 28 giugno 2005) è un calciatore tedesco, centrocampista del Bayern Monaco.

## Carriera

### Club
Cresciuto nel settore giovanile dell'Hoffenheim, il 28 gennaio 2022 firma il suo primo contratto professionistico con i Blau, valido fino al 2025. Il 19 marzo successivo ha esordito in prima squadra, in occasione dell'incontro di Bundesliga perso per 3-0 contro l'Hertha Berlino, subentrando a Georginio Rutter al 77'.
Il 21 gennaio 2025 firma un contratto quadriennale con il Bayern Monaco con decorrenza dal 1º luglio seguente. Il 9 giugno viene annunciato che parteciperà già al successivo Mondiale per Club come l'altro neo acquisto Jonathan Tah.

### Nazionale
Ha giocato in tutte le nazionali giovanili tedesche dall'Under-16 all'Under-20, per poi venire convocato per la prima volta in nazionale maggiore il 22 maggio 2025. Esordisce con la massima selezione tedesca l'8 giugno 2025 nella sconfitta per 0-2 nella finale terzo posto di Nations League contro la Francia.

## Statistiche

### Presenze e reti nei club
Statistiche aggiornate al 24 febbraio 2025.
| Stagione        | Squadra         | Campionato      | Campionato | Campionato | Coppe nazionali | Coppe nazionali | Coppe nazionali | Coppe continentali | Coppe continentali | Coppe continentali | Altre coppe | Altre coppe | Altre coppe | Totale | Totale |
| Stagione        | Squadra         | Comp            | Pres       | Reti       | Comp            | Pres            | Reti            | Comp               | Pres               | Reti               | Comp        | Pres        | Reti        | Pres   | Reti   |
| --------------- | --------------- | --------------- | ---------- | ---------- | --------------- | --------------- | --------------- | ------------------ | ------------------ | ------------------ | ----------- | ----------- | ----------- | ------ | ------ |
| 2021-2022       | Hoffenheim      | BL              | 1          | 0          | CG              | -               | -               |                    | -                  | -                  |             | -           | -           | 1      | 0      |
| 2022-2023       | Hoffenheim      | BL              | 11         | 0          | CG              | 3               | 0               |                    | -                  | -                  |             | -           | -           | 14     | 0      |
| 2023-2024       | Hoffenheim      | BL              | 13         | 0          | CG              | 1               | 0               | -                  | -                  | -                  | -           | -           | -           | 14     | 0      |
| 2024-2025       | Hoffenheim      | BL              | 23         | 5          | CG              | 2               | 0               | UEL                | 8                  | 1                  | -           | -           | -           | 33     | 6      |
| Totale carriera | Totale carriera | Totale carriera | 48         | 5          |                 | 6               | 0               |                    | 8                  | 1                  |             | -           | -           | 62     | 6      |

### Cronologia presenze e reti in nazionale
| Cronologia completa delle presenze e delle reti in nazionale ― Germania | Cronologia completa delle presenze e delle reti in nazionale ― Germania | Cronologia completa delle presenze e delle reti in nazionale ― Germania | Cronologia completa delle presenze e delle reti in nazionale ― Germania | Cronologia completa delle presenze e delle reti in nazionale ― Germania | Cronologia completa delle presenze e delle reti in nazionale ― Germania | Cronologia completa delle presenze e delle reti in nazionale ― Germania | Cronologia completa delle presenze e delle reti in nazionale ― Germania |
| Data                                                                    | Città                                                                   | In casa                                                                 | Risultato                                                               | Ospiti                                                                  | Competizione                                                            | Reti                                                                    | Note                                                                    |
| ----------------------------------------------------------------------- | ----------------------------------------------------------------------- | ----------------------------------------------------------------------- | ----------------------------------------------------------------------- | ----------------------------------------------------------------------- | ----------------------------------------------------------------------- | ----------------------------------------------------------------------- | ----------------------------------------------------------------------- |
| 8-6-2025                                                                | Stoccarda                                                               | Germania                                                                | 0 – 2                                                                   | Francia                                                                 | UEFA Nations League 2024-2025 - Finale 3º posto                         | -                                                                       | 65’                                                                     |
| Totale                                                                  |                                                                         | Presenze                                                                | 1                                                                       |                                                                         | Reti                                                                    | 0                                                                       |                                                                         |

## Palmarès

### Club
- Supercoppa di Germania: 1

Bayern Monaco: 2025